# Bernhard Christian Dahm
Bernhard Christian Dahm, född 1718, död 1768, var en svensk målarmästare, konstnär och kyrkomålare.
Liksom sin efterträdare, Johan Blomberg (1722–1802), hade Dahm varit inskriven som gesäll hos målarämbetet i Stockholm. Hans namn nämns första gången i Halmstad 1750. Han noteras då som gesäll. Året senare utfärdar målarämbetet i Stockholm mästarbrev för honom. Dahm var gift med Anna Elisabeth Paulin och 1767 blev han en av stadens äldste.  Han avled 23 juni 1768. 
Det är känt att Dahm målat och dekorerat kyrkorna i Varberg 1752, Knäred 1758, Steninge 1759, och Trönninge 1764. Endast i Steninge kyrka är hans måleri bevarat under den vita övermålningen i kyrkans äldsta del. Knäreds och Trönninge gamla kyrkor är rivna och Varberg förstördes vid en eldsvåda. Den äldsta tavlan med kyrkoherdarnas namn, Series pastorum, som hänger i Söndrums kyrka, är den enda kända synliga bevarade målningen av Dahm.